# スター・ウォーズ バトルフロント
『スター・ウォーズ バトルフロント』(Star Wars: Battlefront)は、パンデミックスタジオとルーカスアーツ開発、エレクトロニック・アーツ販売のPlayStation 2、Xbox、Windows用コンピューターゲーム。映画『スター・ウォーズシリーズ』を題材にした3人称視点（1人称視点への切り替えも可能）のアクション・シューティング（TPS/FPS）である。最前線で敵に立ち向かう名も無き勇敢な兵士たちをリアルに再現するというコンセプトで開発された。
2005年10月13日にはEA BEST HITSとして廉価版が発売。日本でも翻訳され販売された。

## 概要
スター・ウォーズシリーズのクローン大戦（エピソード1、2）、銀河内乱（エピソード4～6）を題材にしたアクションシューティング。本作発売当時はまだ公開前だったため、エピソード3の内容は未収録である。プレイヤーはジェダイなど映画での主要人物ではなく、最前線の名も無き一兵士として戦う。クローン戦争編では共和国軍もしくは独立星系連合軍(CIS)、銀河内乱編では帝国軍もしくは反乱同盟軍からいずれかを選択し、敵軍を倒すことが目的となる。マップ上では自軍は青または緑、敵軍は赤で表示され、ステージによってはグンガン、ナブー・ロイヤルガード、タスケン・レイダー、イーウォックなどの第三勢力も登場し、これらは黄色で表示される。第三勢力は味方として登場する場合もあれば、敵として登場する場合もある。ルーク・スカイウォーカーやダース・ヴェイダーといった著名なキャラクターは、プレイヤーとして使用することは出来ないが、条件を満たすと味方、あるいは敵として登場することがある。

## ゲームシステム
プレイヤーキャラクターは、R1ボタンかL1ボタンで装備している武器で敵を攻撃し、敵の体力をゼロにするか場外に落とす、もしくは一定時間戦闘範囲外に出すことで倒すことが出来る。体力や弾薬はマップ上に配置されているドロイドに接近したり、敵兵（味方）を倒したときに落とすことがある円筒形のアイテムを取得することで回復できる。キャラクターはメイン、サブあわせて2～4種類の武器を持っており、状況に応じて素早く使い分けることが重要となる（R2ボタンでメイン武器の切り替え、L2ボタンでサブ武器の切り替え、□ボタンでリロード）。映画に登場したXウィングやTIEファイター、スピーダー・バイクやAT-STといった様々な乗り物が「ビークル」として登場し、△ボタンでこれに乗って戦うこともできる。
ゲーム開始当初は敵、味方共に200～250人の兵士がいる状態から開始するが、戦況に応じて兵士数が減っていき、先にゼロになった方が敗北となる。敵を倒せば敵軍の兵士数を減らすことができ、プレイヤーキャラが死亡すると自軍の兵士数が減って再出撃できる。マップ上には「コマンドポスト」と呼ばれる拠点が数ヶ所あり、これを占領することで再出撃時のコンティニューポイントにすることができる。コマンドポストは周囲に敵兵がいない状態でしばらく滞在すると自軍の領地となり、逆に敵兵の侵入を許すと敵に奪われてしまう。このコマンドポストの占領数は自軍の戦力に影響し、占領数が少ないと時間経過によって兵士数が減りやすくなる。特にコマンドポストの残りが一つ以下となった場合は急激に兵士の数が減る（残兵士数が二十数人となった時点で減少は止まる）。もう一つの敗北条件として、コマンドポストが全て占領された側も敗北となる。全てのコマンドポストを占領された場合20秒以内に1つを中立状態にしなければそのまま敗北となる。
1人プレイだけでなく画面分割による2人同時プレイも可能。さらにインターネットを使ったマルチプレイにも対応しており最大16人での通信対戦が可能となっている。
ルーク・スカイウォーカー等のヒーローキャラクターは、残兵士数が二十数人を切ると死亡してしまう。
ルーカスアーツ開発のため、BGMやムービーにもスター・ウォーズ映画本編のものが使われている。

## キャラクター
キャラクターはどの陣営も以下の5種類がある。優れた兵士として最前線に立ち続けるにはマップ、地形、戦況、ビークルなど考えられうる全ての要素を加味しつつキャラクターを選択する必要がある。
- 連射可能な銃を装備した主戦力となる「ソルジャー型ユニット」
- 重火器を装備しビークルや砲台の破壊に特化しているが武器の連射が利かない「ヘビーウェポン型ユニット」
- 回復・補給・修理が可能だが戦闘能力は高くない「パイロット型ユニット」
- 狙撃銃を装備した「スナイパー型ユニット」
- それぞれ独特の能力を持つ「スペシャルユニット」

### 共和国軍
銀河共和国グランドアーミー。フェーズⅠクローン・トルーパー・アーマーを着用している。惑星カミーノ産の、同じ遺伝子情報をもつクローン兵から構成される。ヒーローユニットはメイス・ウインドゥ。
クローン・トルーパー
白いアーマーに身を包んだ共和国軍のソルジャー型ユニット。メイン武器には自動連射可能な「ブラスター・ライフル」と単発のサイドアーム「ブラスター・ピストル」を装備。サブ武器は対ドロイド用の「EMPグレネード」3発と対装甲用の「コンカッション・グレネード」2発。他の陣営のソルジャー型ユニットと比較してブラスター・ライフルの弾数が少ない（60発×4）ために弾切れを起こしやすい。EMPグレネードも爆発範囲が小さい上にサーマル・デトネーターと比べて大きな軌道を描くため扱いづらい。ファミ通比較特集では主力のソルジャー型ユニットを各軍で比較すると、共和国軍のものが最も戦闘力で劣るとされた。
ARCトルーパー
白いアーマーに青い腕部が特徴の上級偵察コマンドー。対ビークル戦で威力を発揮する「ミサイル・ランチャー」を装備したヘビーウェポン型ユニット。ミサイル・ランチャーは威力が高く、兵士に直撃させれば1発で倒せる。装弾数は2発あるが連射は利かないため接近戦には弱い。サイドアームの「ブラスター・ピストル」のほか、サブ武器に対人グレネード「サーマル・デトネーター」3発と設置式地雷「マイン・ディスペンサー」4発も装備。なお、ARCトルーパーは本来、非常に個体数が少なく、通常のクローン兵とは異なる目的のために製造されたエリート兵のことである。
クローン・パイロット
白いアーマーに黄色い腕部が特徴のパイロット型ユニット。サブ武器として砲台やビークル、回復用ドロイドの修理を行える「フュージョン・カッター」とその場で体力や弾薬の補給が行える「補給物資」5個を装備している。メイン武器はチャージ攻撃も可能な電撃を発射する「DNボルト・キャスター」と「ブラスター・ピストル」。
クローン・シャープシューター
白いアーマーに赤い腕部が特徴のスナイパー型ユニット。メイン武器の「スナイパー・ライフル」はほとんどの兵士を1～2発で倒せるほど威力が高く、遠距離からでもズームによって正確に敵を狙撃できる。スナイパー・ライフルの装弾数が6発と多めな代わりにスコープのズーム倍率は1段階のみ。サブ武器には「サーマル・デトネーター」3発と遠隔操作可能な「偵察ドロイド」1台を装備。偵察ドロイドはブラスターを装備しており敵を攻撃できるが、衛星軌道上からの爆撃を要請できるオービタル・ストライクも使用できる。なお、オービタル・ストライクの砲撃は屋根に遮られるため、使用する場所には注意が必要。他のユニットより若干体力が少ない。
ジェット・トルーパー
ジェットパックを装備し、短時間だが空中を浮遊することが可能なスペシャルユニット。白いアーマーに緑色の腕部が特徴。メイン武器は強力なエネルギー弾を発射する対ドロイド用兵器「EMPランチャー」と単発の「コマンド・ピストル」。EMPランチャーは生身の人間に対してはダメージが少なくなるよう設定されている。コマンド・ピストルは他のユニットのブラスター・ピストルに比べての連射が利く。サブ武器として「サーマル・デトネーター」6発も装備。

### 連合（独立星系連合軍）
多彩かつ強力な攻撃が可能なスーパー・バトル・ドロイド、2段階ズームが可能なスナイパー・ドロイド、そしてシールドを張ることができるドロイディカが存在する。ヒーローユニットはドゥークー伯爵。
スーパー・バトル・ドロイド
銀色のボディをした連合軍のソルジャー型ユニット。メイン武器には連射可能な「リスト・ブラスター」と3発のブラスターを同時発射する「TRIショット」を装備。サブ武器にはサーマル・デトネーターの代わりに腕から発射する「リスト・ロケット」4発も装備。リスト・ロケットはサーマル・デトネーターに比べて威力は低いが直進性が高く、ミサイル・ランチャーのように使える。
デモリション・ドロイド
ボディの青い塗装が特徴のヘビーウェポン型ユニット。「ミサイル・ランチャー」は装弾数が1発しかない代わりに直進性が高く、ロックオンしなくても命中率が高い。その他の装備は他のヘビーウェポン型ユニットと共通。
パイロット・ドロイド
補給と回復に活躍するパイロット型ユニット。メイン武器の「ラディエーション・ランチャー」は弾が放物線を描いて飛ぶグレネードランチャー。その他の装備は他のパイロット型ユニットと共通。
スナイパー・ドロイド
ボディの赤い塗装が特徴のスナイパー型ユニット。「スナイパー・ライフル」はズーム倍率が2段階ある代わりに装弾数が4発と少なめ。その他の装備は他のスナイパー型ユニットと共通。
ドロイディカ
車輪形態から戦闘形態に変形（△ボタン）し、シールド展開機能も持つスペシャルユニット。車輪形態では転がりながら高速移動が可能。戦闘形態では高速連射可能な「リピーティング・ブラスター」を使用でき、サブ武器の「シールド・エミッタ」で一定時間敵からの攻撃も防げる。歩兵相手には無類の強さを誇るが、戦闘形態の間は移動速度が極端に下がり、EMP兵器やビークルによる攻撃にも弱いという弱点も持つ。

### 反乱同盟軍
ヒーローユニットはルーク・スカイウォーカー。
反乱軍兵
反乱同盟軍のソルジャー型ユニット。メイン武器「ブラスター・ライフル」の弾数は50発×6と最多。対人グレネード「サーマル・デトネーター」、対物グレネード「コンカッション・グレネード」をそれぞれ3発ずつ携行している。装備のバランスが非常に良く、あらゆる場面で活躍する。
反乱軍先遣隊
白いヘルメットをつけた反乱同盟軍のヘビーウェポン型ユニット。メイン武器「ミサイル・ランチャー」の弾数は2発×5と最多だが、2点バーストでしか撃てない。直進性は低く、ロックオンしての使用が推奨される。その他の装備は他のヘビーウェポン型ユニットと共通。
反乱軍パイロット
オレンジ色のパイロットスーツを着た反乱同盟軍のパイロット型ユニット。メイン武器はショットガンの様な「ブラスター・キャノン」。その他の装備は他のパイロット型ユニットと共通。他のユニットより若干歩行速度が速い。
反乱軍マークスマン
反乱同盟軍の女性兵士のスナイパー型ユニット。装備は連合軍のスナイパー・ドロイドと共通。
ウーキー密輸業者
チューバッカと同じ大柄で毛むくじゃらの種族。反乱同盟軍のスペシャルユニット。メイン武器は「ボウキャスター」と「グレネード・ランチャー」。ボウキャスターは通常は単発だが攻撃ボタンを押し続けてチャージすることで発射される弾が7発まで増え、水平方向への攻撃範囲が大きくなる。グレネード・ランチャーは地面に落ちてから数秒後に爆発する。サブ武器には設置から10秒後に爆発する時限爆弾「タイム・ボム」3発を装備。他のユニットより体力が多めで、歩行速度は遅い。

### 帝国軍
反乱同盟軍と比較すると全体的に攻撃重視の装備をしている。ヒーローユニットはダース・ヴェイダー。
ストームトルーパー
白いアーマーを身につけた帝国軍のソルジャー型ユニット。メイン武器「ブラスター・ライフル」は弾数が55発×5と装弾数と携行弾数のバランスが良い。「ブラスター・ピストル」、「サーマル・デトネーター」4発、「コンカッション・グレネード」2発も装備する。砂漠マップではサンド・トルーパーに、寒冷地マップではスノートルーパーに変化する。
ショック・トルーパー
帝国軍のヘビーウェポン型ユニット。装備は連合軍のデモリション・ドロイドと共通。砂漠マップではサンド・トルーパーに、寒冷地マップではスノートルーパーに変化する。
帝国軍パイロット
帝国軍のパイロット型ユニット。装備は連合軍のパイロット・ドロイドと概ね共通だが、メイン武器はラディエーション・ランチャーではなく「モータル・ランチャー」となっている。他のユニットより歩行速度が若干速い。服装はマップによってTIEファイターのパイロット、AT-STのパイロット、AT-ATのパイロットなどに変化する。
スカウト・トルーパー
軽装のアーマーを身につけた帝国軍のスナイパー型ユニット。装備は共和国軍のクローン・シャープシューターと共通。
ダーク・トルーパー
灰色のアーマーを身につけた帝国軍のスペシャルユニット。ジャンプパックで空中に大きく跳び上がれる。「ブラスト・キャノン」（ショットガン）、「ブラスター・ピストル」、「サーマル・デトネーター」4発を装備。他のユニットと比べて体力が微妙に少なく、歩行速度が若干遅い。

## ビークル
マップ上には様々な乗り物が置かれており、無人または友軍の乗るビークルのそばで△ボタンを押すことで搭乗できる。ビークルは移動速度が速かったり、強力なレーザー・キャノンを搭載していたり、堅牢な装甲を持っていたりとそれぞれに特徴がある。
パイロット型ユニットのサブ武器「フュージョン・カッター」かマップ上のアストロメク・ドロイドを利用すればビークルを修理することができる。ビークルが破壊されると搭乗者も全員死亡してしまう。
戦闘機と重型輸送機は空中でも△ボタンを押すことで乗り捨てて脱出することができるが、当然ながら高高度であったり真下に地面がない場所で脱出すると死亡してしまう。また、複座式の戦闘機と全ての重型輸送機には味方と同乗できるため、前線で降りるように命令すると降下作戦を実行できる。
無人のビークルは敵軍のものであっても奪い取って乗り込むことができる。AT-ATとAT-TEは移動型コマンドポストとして利用できるが、敵陣営のそれらに乗り込むことは出来ない。
偵察用ビークル
74-Zスピーダー・バイク
反乱同盟軍・帝国軍・共和国軍が採用している1人乗りバイク。地上を非常に素早く移動できるが耐久力は皆無で、高速で壁などにぶつかると激突死してしまう。なお、共和国軍の機体と反乱同盟軍・帝国軍の機体とではレーザーの威力や連射力など性能が異なっている。
スタップ
連合軍が採用している1人乗りの小型ビークル。機体は縦長で、立ったまま搭乗する。スピーダー・バイクよりスピードはかなり遅く設定されている。

中型アサルト・ビークル
反乱軍コンバット・スピーダー
反乱軍の主力陸戦兵器。2人乗り。装甲は薄いものの機動性に優れ、100発以上のロケットを搭載しているため攻撃力も十分である。水上も走行可能。
TX-130Sファイター・タンク
共和国軍・帝国軍の主力陸戦兵器。2人乗り。車体には無誘導のロケットとツイン・ヘヴィ・レーザー・キャノンを搭載。砲手として砲座に搭乗すれば強力なビーム・タレットも使用できる。水上も走行可能。
AAT
連合軍の主力陸戦兵器。2人乗り。主砲にヘヴィ・レーザー・キャノンを搭載し、パイロットは2基のレーザー・ブラスターを使用できる。他の中型スピーダーに比べて機動力が低い。
ヘイルファイヤー・ドロイド
連合軍が保有する1人乗りホイールタンク。機動性に優れ、100発以上の誘導ミサイルを搭載している。サブ兵装としてレーザー・キャノンも装備。車輪で敵兵を踏み潰すことも可能。

重型アサルト・ビークル
スパイダー・ドロイド
連合軍が保有している蜘蛛のような形をした四足歩行型兵器。1人乗り。機動性は皆無だが、レーザーの威力は高い。原作ではこれ自体が自律行動するドロイドだが、本作では他のビークルと同様、パイロットが乗り込んで操縦する。
AT-ST
帝国軍が採用している2本足の全地形用偵察歩行兵器。2人乗り。重型ビークルながら軽快な動きを可能とし、高い位置からレーザーを発射するため柔軟な攻撃が可能。対歩兵には強いが、ロケットなどを搭載していないため対ビークルは苦手。なお、レーザーの発射音は原作と大きく異なっている。

重型輸送機
AT-TE
共和国軍が使用する6本足の全地形用戦術歩行兵器。上部に強力なヘヴィ・キャノン・タレットを搭載。移動型コマンドポストとしても機能する。
AT-AT
帝国軍が使用する4本足の全地形用装甲歩行兵器。超巨大な移動型コマンドポスト。多少の攻撃は物ともしない強靭なボディと、鹵獲されたAT-STでさえ2発で仕留める超強力な主砲、軽く敵兵を吹き飛ばす副砲を備える。機動性は著しく低く、スノースピーダーにトゥ・ケーブルを使用されると無条件で破壊されてしまう。

戦闘機
ジェダイ・スターファイター
共和国軍でジェダイが使用する戦闘機、デルタ7・イーサスプライト。
ドロイド・スターファイター
連合軍で使用されている戦闘機。原作ではこれ自体が自律行動するドロイドだが、本作では他のビークルと同様、パイロットが乗り込んで操縦する。
Xウィング
反乱同盟軍で使用されている、スター・ウォーズの代名詞的戦闘機。機動性、特に加速性能に優れており、メイン兵装のレーザーは非常に早い連射速度を誇る。
タイ・ファイター
帝国軍の主力戦闘機。加速性能がXウィングより劣るが、レーザーの威力が非常に高い。
ジオノーシアン・スターファイター
連合軍に属するジオノーシアンの使用する戦闘機。
スノースピーダー
ホスでのみ使用できる反乱同盟軍の対AT-AT用ビークル。AT-ATの脚にトゥ・ケーブル（ワイヤー）を巻きつけることができる。

爆撃機
Yウィング
反乱同盟軍で使用されている戦術戦闘爆撃機。非常に強力な爆撃をピンポイントで行うことが可能。
タイ・ボマー
帝国軍の戦術戦闘爆撃機。

攻撃型輸送機
共和国ガンシップ
正式名称は対地対人攻撃型戦術戦闘輸送ガンシップ。1度に5人を輸送することができ、後方で乗せた味方を前線で降ろすこともできる。輸送機ながら機動力が高く、空中に静止して対地攻撃することもできる。
MAF
連合軍の攻撃型戦術輸送機。性能は共和国軍のガンシップと概ね同等。

## マップ
マップは全部で16種類。
ベスピン
クラウド・シティ解放
ガスの惑星ベスピンの都市での帝国軍と反乱同盟軍の戦い。
クラウド・シティの戦い
クラウド・シティの上部での帝国軍と反乱同盟軍の戦い。戦闘機の発着場がある。

エンドア
エンドアの戦い
緑に覆われた月エンドア。帝国軍のシールド・バンカーを破壊するために反乱同盟軍とイーウォックが襲撃する。

ジオノーシス
ジオノーシスの戦い
岩と砂漠に覆われた惑星。分離主義勢力のドロイド工場を破壊するために共和国軍がクローン部隊を率いてこれを襲撃する。

ホス
ホスの戦い
氷と雪に覆われた惑星ホス。反乱同盟軍の秘密基地があり、帝国軍がこれを襲撃する。

カミーノ
カミーノ襲撃
クローン施設のある海洋惑星。共和国軍のクローン部隊が連合軍のドロイド部隊と対決する。

キャッシーク
暴力的な交渉
ウーキーの故郷の緑の惑星。連合軍がドロイド軍団を率いてウーキー達と戦う。
キャッシークの戦い
分離主義勢力がドロイドを送り込んでウーキーの故郷を襲撃。共和国軍がこれを迎え撃つ。

ナブー
ナブーの戦い
草原の多い惑星。グンガンとドロイドが戦いを繰り広げる。
シードの反乱
首都シードの宮殿を占領したドロイドたちをナブーのロイヤルガードが奪還しようとする戦い。

レン・ヴァー
山頂の防衛
氷の惑星レン・ヴァーの長距離監視ステーション。共和国軍と連合軍の戦い。
レン・ヴァーでの破壊工作
氷の惑星レン・ヴァーの山岳地帯。帝国軍と反乱軍の戦い。

タトゥイーン
砂漠駆除
砂漠の惑星タトゥイーン。帝国軍、反乱同盟軍、タスケン・レイダーの三つ巴の戦い。
モス・アイズリー包囲
迷路のようになっている都市。帝国軍と反乱同盟軍の戦い。

ヤヴィン4
ヤヴィン4強襲
森林に覆われたヤヴィン第4衛星。帝国軍と反乱同盟軍の戦い。
落日のヤヴィン4
デス・スター破壊後、グレートテンプルのある反乱同盟軍基地を帝国軍が強襲。

## ゲームモード
ヒストリカル・キャンペーン
マップを順にクリアしていくモード。オープニングムービーやストーリーデモがある。全てのマップをクリアするとエンディング。
ギャラクティック・コンクエスト
2つの軍に分かれて星を奪い合うモード。戦闘で勝利するとその星を奪うことができる。占領した星によってさまざまな「プラネット・ボーナス」を受けることが出来る。全ての星を占領するのが目的。分かたれた銀河、ダークサイドの目覚め、クローン戦争、シスの復讐、帝国の影、反乱軍誕生、銀河内乱、フォースの調和の8つの時代から1つを選択できる。
インスタント・アクション
マップや時代、所属する軍を自由に選んで戦えるフリーバトルモード。本来のスター・ウォーズ正史ではありえない戦いも再現できる。

## 命令機能
AIの味方に命令を出すことができるというシステムが搭載されている。
待機命令（現在地を維持、耐えろ）
周りにいる味方全員を待機させる。バトルフロント2では削除された。
突撃命令（動け、行け行け）
すべての命令を解除し味方をフリーにする命令。
突撃（慎重に）命令
突撃命令と変わらない。バトルフロント2では削除された。
追従命令（付いて来い、行くぞ）
味方を2人までプレイヤーユニットについて来させることができる。
同乗命令（乗れ）
ビークル搭乗中のみ使用可能。周りにいる味方を同乗させる。
降車命令（降りろ）
ビークル搭乗中のみ使用可能。同乗している味方を全員降ろす。

## 無線
帝国軍か反乱同盟軍のみ、戦闘中に無線連絡が入ることがある。
援軍が分断された。（反乱同盟軍）
追加の援軍が足止めされたことを意味する。そのため普段よりも力を出し援軍の到着まで持ちこたえなければならない。
援軍がやられた。（帝国軍）
「援軍が分断された。」とは意味が異なり味方の数が減ったことを意味する。
シールド・ジェネレーターを破壊された。（共通）
シールド・ジェネレーターが破壊されたことを意味する。自分で自分の陣営のシールド・ジェネレーターを破壊した場合もこの無線が流れる。
シールド・ジェネレーターをやったぞ。味方がシールド・ジェネレーターを破壊したぞ。（共通）
敵軍のシールド・ジェネレーターを破壊した場合に流れる。
コマンドポストを取られた。敵軍にコマンドポストを取られた。（共通）
コマンドポストを取られた場合に流れる。
コマンドポストを押さえた。（共通）
コマンドポストを押さえた場合に流れる。押さえたばかりのコマンドポストの周りには敵が多く潜んでいるのですぐさまに周辺の援護に向かい索敵、殲滅を行い、押さえたコマンドポストを確実に自軍のものにする必要がある。
負けそうだ。負けてしまうぞ。（共通）
友軍の数が二十数人を切ったときに流れる。味方AIはビークルやタレットを使用しなくなり、味方のヒーローも死亡してしまう。
勝利はもうすぐだ。（共通）
敵軍の数が二十数人を切ったときに流れる。敵AIはビークルやタレットを使用しなくなり、敵のヒーローも死亡する。
戦場を離れた。（共通）
戦闘範囲外に出たことを意味する。戦闘に戻らないと死亡してしまう。
リザータ発射。（帝国軍）
兵士としてあるまじき行為（戦闘の放棄、敵前逃亡）を行ったりするものを暗殺するためのリザータシステムを使用する場合の警告。この警告を無視し続けるとリザータシステムにより殺害されてしまう。
○○（ヒーローの名前）が戦線に加わったぞ。（共通）
ヒーローユニットが戦闘に加わった時に流れる。

## 称号
条件を満たすことで戦闘後に様々な称号を得ることができる。称号を得てもゲーム上のボーナスなどはない。
タンクバスター
最もビークルを破壊した者に与えられる称号。
非情な殺し屋
5秒間の間に倒した敵の数が最も多い者に与えられる称号。
占領功労者
最もコマンドポストを占領した者に与えられる称号。
サバイバリスト
体力が1割以下に減った状態からフルにまで回復した回数が最も多い者に与えられる称号。
反逆者
味方を倒した数が最も多い者に与えられる称号。
最強兵士
敵を倒した数が最も多い者に与えられる称号。
捨て駒
最も死亡した回数が多いプレイヤーに与えられる名誉ある称号。
ベストスナイパー
最もヘッドショットが多いプレイヤーに与えられる称号。